# Relazioni bilaterali tra Lituania e Russia
Le relazioni tra Lituania e Russia sono quelle intrecciate a livello estero dalla Repubblica di Lituania e dalla Federazione Russa. Il Paese baltico conta un'ambasciata a Mosca e alcuni consolati a San Pietroburgo, Kaliningrad e Sovetsk, mentre la Russia ha un'ambasciata a Vilnius e un consolato a Klaipėda. I due paesi condividono un confine comune che separa l'Oblast di Kaliningrad dalle contee di Klaipéda, di Tauragė e di Marijampolė.

## Storia

### Lituania e Impero russo

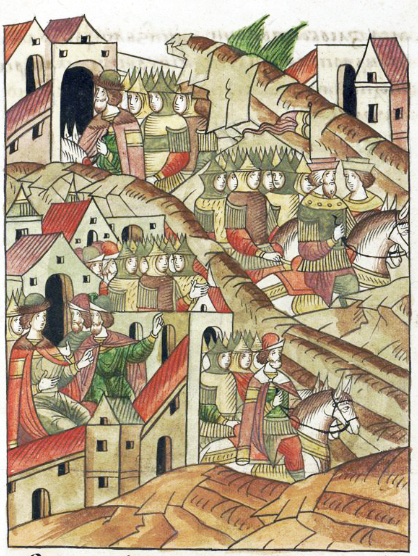
Assedio lituano a Mosca del 1370

Le relazioni tra lituani e russi risalgono al Basso Medioevo, quando a contendere il ruolo di principale potenza in Europa orientale erano il Granducato di Lituania e la Moscovia. In seguito, il primo aderì alla Confederazione polacco-lituana e vi rimase fino all'ultimo decennio del XVIII secolo. Nel 1795, il Governatorato di Vilna (composto da undici uezd o distretti) e il Governatorato di Slonim, presero forma per volontà dell'Impero russo dopo la terza spartizione della Polonia. Solo un anno più tardi, il 12 dicembre 1796, per ordine dello zar Paolo I entrambe le suddivisioni confluirono in un unico soggetto, chiamato Governatorato della Lituania, con capitale a Vilnius. Per ordine dello zar Alessandro I, il 9 settembre 1801, si procedette a scindere il territorio e spartirlo tra l'entità già esistente e il Governatorato di Grodno. Dopo 39 anni, il termine "Lituania" prima presente in entrambe è scomparso per volontà di Nicola I. Nel 1843 ebbe luogo un'altra riforma amministrativa, la quale portò alla costituzione del Governatorato di Kaunas (Kovno in russo) da sette distretti occidentali del Governatorato di Vilnius, compresa tutta la Samogizia. Il Governatorato di Vilnius incorporò tre distretti aggiuntivi: Vilejka e Dzisna dal Governatorato di Minsk e Lida da quello di Grodno. Inoltre, tale entità amministrativa era a sua volta ripartita in Vilnius, Trakai, Disna, Ašmjany, Lida, Vilejka e Švenčionys. Una simile disposizione rimase invariata fino alla prima guerra mondiale.
Durante la rivoluzione russa del 1905, un grande congresso di rappresentanti lituani a Vilnius, noto come il Grande Seimas di Vilnius, richiese l'autonomia provinciale per la Lituania (ovvero la parte nord-occidentale dell'ex Granducato di Lituania) Il 5 dicembre del medesimo anno, il sovrano eseguì una serie di concessioni volte a placare gli animi burrascosi in tutto lo Zarato. Agli stati baltici fu nuovamente permesso di esprimersi nelle loro lingue native (abolendo così il bando della stampa lituana) nelle scuole, nelle orazioni e nelle chiese, le quali, almeno quelle cattoliche, aumentarono di numero proprio in quel periodo. I caratteri latini rimpiazzarono l'alfabeto cirillico, imposto ai lituani per quattro decenni. Tuttavia, nemmeno i liberali russi erano disposti a concedere un'autonomia simile a quella che già esisteva in Estonia e Lettonia, sebbene lì i ruoli di spessore venissero ricoperti da tedeschi del Baltico. Un eventuale avvicinamento della Lituania e della Curlandia a ovest, in particolare verso la Germania veniva infatti percepito con grande sospetto e nebulosità.
Dopo lo scoppio delle ostilità nella prima guerra mondiale, la Germania occupò la Lituania e la Curlandia nel 1915, con Vilnius che cadde in mano ai tedeschi il 19 settembre 1915. Un'alleanza con la Germania, in opposizione alla Russia zarista e al nazionalismo lituano, divenne a quel punto una pista da percorrere più concreta di quanto lo fosse mai stata per i tedeschi del Baltico. Questo a maggior ragione dopo che Lituania era stata incorporata nell'Ober Ost, l'unità costituita dalla nuova potenza occupante. Poiché un'annessione diretta avrebbe potuto scatenare grossi inconvenienti nelle pubbliche relazioni, i tedeschi pianificarono di dare vita a una serie di stati formalmente indipendenti che sarebbero stati di fatto dipendenti dalla Germania. Nonostante la contrarietà di Berlino, la Lituania dichiarò e ottenne l'indipendenza il 16 febbraio 1918.
Durante la guerra sovietico-polacca, svoltasi all'indomani del primo conflitto globale, la regione di Vilnius finì in mano alla Polonia: la Conferenza degli Ambasciatori e la comunità internazionale (ad eccezione della Lituania) riconobbero la sovranità polacca sulla zona contesa nel 1923. Sempre nello stesso anno, Varsavia istituì il Voivodato di Wilno, esistito fino al 1939, quando l'Unione Sovietica diede il via all'invasione della Polonia e restituì più tardi la maggior parte delle terre annesse dalla Polonia alla Lituania.

### Lituania e Russia sovietica

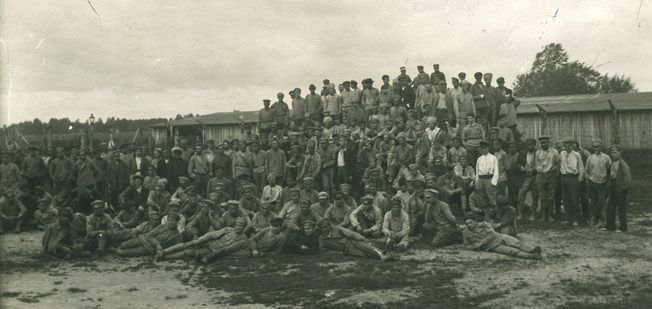
Prigionieri di guerra sovietici in un campo di prigionia lituano nel corso del conflitto lituano-sovietico

La rivoluzione d'ottobre e la fine della prima guerra mondiale innescarono una lotta per il controllo della Lituania, contesa da diverse forze politiche: nazionalisti, polacchi e comunisti sostenuti da Mosca. Durante l'offensiva sovietica verso ovest del 1918-1919, seguita alla ritirata delle truppe tedesche, scoppiò la guerra lituano-sovietica tra la Lituania da poco indipendente e la Russia sovietica. Nello stesso periodo, quest'ultima cercò di instaurare governi fantoccio comunisti, come nel caso della RSS Lituana poi confluita nella Litbel (la Repubblica Socialista Sovietica Lituano-Bielorussa).
Nell'aprile 1920, si nominò un'assemblea costituente della Lituania, riunitasi per la prima volta nel maggio successivo. A giugno essa adottò la terza costituzione provvisoria e il 12 luglio 1920 sottoscrisse il trattato di Mosca: nel documento, l'Unione Sovietica riconosceva la completa indipendenza della Lituania e le sue rivendicazioni sulla regione di Vilnius; sulla base di un accordo di massima, ai sovietici fu consentito di attraversare in gran segreto il suolo baltico per consentire alle forze sovietiche di combattere contro la Polonia. Il 14 luglio 1920, l'avanguardia dell'esercito sovietico espugnò Vilnius, persa nell'aprile dell'anno precedente, sottraendola una seconda volta alle forze polacche. La città fu restituita ai lituani il 26 agosto 1920, proprio mentre i sovietici proseguivano la loro marcia verso ovest. Quando questa venne arrestata, l'esercito polacco fu in grado di riprendere i territori perduti, inclusa la regione di Vilnius, riaccendendo le ostilità tra biancorossi e lituani.
Per evitare ulteriori combattimenti, si procedette a firmare l'accordo di Suwałki il 7 ottobre 1920, il quale tracciava una linea di confine simile a quella proposta da Ferdinand Foch in passato, con Vilnius dunque in mano ai baltici. Tuttavia, le disposizione non entrarono mai in vigore perché il generale polacco Lucjan Żeligowski, agendo su ordine di Józef Piłsudski, organizzò un ammutinamento, un'azione militare che doveva apparentemente avvenire senza il consenso di Varsavia. Il generale invase la Lituania meridionale l'8 ottobre 1920, catturando la mal difesa Vilnius il giorno seguente e stabilendo la cosiddetta Repubblica della Lituania Centrale il 12 ottobre 1920. La "Repubblica" faceva parte del piano federalista di Piłsudski, mai materializzatosi a causa all'opposizione della comunità polacca e lituana.
Il 30 dicembre 1922, la RSFS Russa fu incorporata nell'Unione Sovietica: quest'ultimo stato ereditò le relazioni a quel tempo esistenti tra Lituania e Russia.

### Lituania e Unione Sovietica

#### 1920 e 1930
Il Terzo Seimas della Lituania fu eletto nel maggio 1926. Per la prima volta, il blocco guidato dal Partito dei Democratici Cristiani di Lituania perse la maggioranza e passò all'opposizione: la sconfitta risultò in gran parte dovuta alle critiche riservate per la firma del patto di non aggressione sovietico-lituano (sebbene si ribadisse il riconoscimento sovietico delle pretese lituane nei confronti di Vilnius, allora Polonia).

#### Seconda guerra mondiale
All'inizio della seconda guerra mondiale, quando l'Unione Sovietica invase la Polonia, l'Armata Rossa penetrò nella regione di Vilnius, appartenuta alla Polonia nel periodo interbellico, ma riconosciuta, lo si ripete, dai trattati sovietico-lituani del 1920 e del 1926 parte della Lituania.
Sempre nel 1939, Germania e URSS firmarono il patto Molotov-Ribbentrop, in cui erano presenti dei protocolli segreti che spartivano l'Europa orientale in sfere di influenza. Il 28 settembre 1939, la collaborazione tra Berlino e Mosca proseguì con la firma di un trattato di frontiera tedesco-sovietico: uno dei motivi che portò alla firma dell'atto riguardò la discussione di quanto statuito dal patto Molotov-Ribbentrop. Per compensare l'Unione Sovietica dei territori polacchi occupati dai tedeschi, la Germania avrebbe trasferito la Lituania, ad eccezione di un piccolo territorio in Sudovia, nella sfera d'influenza sovietica. Lo scambio di territori fu motivato inoltre dal controllo sovietico dell'odierna capitale lituana: l'Unione Sovietica avrebbe potuto disporre di un valido mezzo di scambio per il governo allora operativo a Kaunas, il quale asseriva Vilnius fosse la sua capitale de iure. Nei protocolli segreti, sia l'Unione Sovietica che la Germania riconoscevano espressamente le rivendicazioni lituane su Vilnius. Di conseguenza, ai sensi del trattato di mutua assistenza sovietico-lituano del 10 ottobre 1939, la Lituania avrebbe acquisito circa un quinto della regione di Vilnius, inclusa la capitale storica della Lituania, Vilnius, permettendo in cambio ai sovietici di stabilire in cinque strutture militari site sul suolo lituano 20.000 truppe.
Dopo mesi di intensa propaganda e pressioni diplomatiche, i sovietici emisero un ultimatum il 14 giugno 1940. I sovietici accusarono la Lituania di aver violato il trattato e di aver rapito due soldati dalle loro basi, un pretesto rivelatosi poi privo di fondamento. I sovietici chiesero la formazione di un nuovo governo, conforme al Trattato di mutua assistenza, e di consentire che un numero imprecisato di truppe sovietiche potesse accedere in Lituania. Essendovi già delle truppe sovietiche nel paese, sarebbe stato impossibile allestire un'adeguata resistenza militare. I sovietici assunsero dunque il controllo delle istituzioni governative, installarono un nuovo governo filo-sovietico e annunciarono le elezioni per i Seimas del popolo. La neo-proclamata Repubblica Socialista Sovietica Lituana fu incorporata, su sua richiesta, nell'Unione Sovietica il 3 agosto 1940. Il partito comunista locale, dapprima bandito dalla vita politica, raggiunse 1.500 membri.

#### Deportazioni sovietiche dalla Lituania
Durante l'occupazione della Lituania, almeno 130 000 persone, il 70% delle quali donne e bambini, vennero coattivamente trasferite nei campi di lavoro e in altri insediamenti forzati in regioni remote dell'Unione Sovietica, in particolare nell'Oblast' di Irkutsk e nel territorio di Krasnojarsk. Tra i deportati c'erano circa 4 500 polacchi. Questi dati sugli spostamenti non includono partigiani lituani o prigionieri politici (circa 150 000 persone) spedite nei gulag. Le deportazioni dei civili avevano un duplice scopo: piegare la resistenza alle politiche sovietiche in Lituania e fornire manodopera gratuita nelle aree scarsamente abitate dell'Unione Sovietica. Circa 28 000 prigionieri morirono in esilio a causa delle precarie condizioni di vita.

#### Seconda occupazione sovietica

Bandiera della Repubblica Socialista Sovietica Lituana (1953-1988)

Bandiera della Repubblica Socialista Federativa Sovietica Russa (1954-1991)

Nell'estate del 1944, l'Armata Rossa iniziò ad avanzare rapidamente mentre i tedeschi arretravano e giunse alle porte della Lituania orientale. Nel luglio 1944, il circondario di Vilnius passò in mano alla resistenza polacca dell'Armia Krajowa, la quale provò a conquistare la città controllata dai tedeschi nel corso della fallita Operazione Ostra Brama. L'Armata Rossa conquistò Vilnius con l'aiuto dei polacchi il 13 luglio e in seguitò tutta la repubblica: sempre nel 1944, si procedette a ristabilire la RSS Lituana, la cui capitale era Vilnius. Mosca si garantì (e insiste ancora oggi) il placet sull'incorporazione degli Stati baltici in virtù degli accordi conclusi nelle conferenze di Jalta e Potsdam e dagli accordi di Helsinki. Nel gennaio del 1945, le forze sovietiche presero il controllo di Klaipėda, sulla costa baltica. Si stima in Lituania morirono 780.000 persone tra il 1940 e il 1954, ovvero nei quattordici anni in cui la Lituania aveva convissuto con la prima occupazione sovietica, la parentesi nazista e la seconda rioccupazione in epoca staliniana.
Le autorità sovietiche incoraggiarono l'immigrazione di lavoratori non lituani, in particolare russi, per favorire lo sviluppo industriale della Lituania e l'assimilazione della stessa al mondo russo; tale processo non assunse le proporzioni massicce sperimentate in altre repubbliche socialiste europee, quali la RSS Lettone e quella Estone. I confini e l'integrità politica della Lituania furono determinati dalla decisione di Iosif Stalin di concedere nuovamente Vilnius alla RSS Lituana nel 1944. In larga misura, ebbe luogo una lituanizzazione piuttosto che la russificazione di Vilnius nel dopoguerra. La maggior parte dei polacchi fu infatti re-insediata da Vilnius (solo una minoranza nelle campagne vicine o nel resto della stessa repubblica) per via dell'attuazione delle politiche socialiste che promuovevano l'afflusso di immigrati russi. L'odierna capitale fu però sempre più colonizzata dai lituani e assimilata dalla cultura lituana, che soddisfaceva, sebbene sotto le condizioni oppressive e limitanti del dominio sovietico, il sogno di lunga data dei nazionalisti locali. L'economia della Lituania funzionò in maniera relativamente buona rispetto ad altre regioni dell'URSS.
L'elemento lituano dovette convivere ancora con le deportazioni fino alla morte di Stalin, avvenuta nel 1953. Nel 1956 e nel 1957, il Soviet Supremo dell'Unione Sovietica autorizzò il rilascio di gruppi più numerosi di deportati, compresi i lituani. Poiché si prevedeva tornassero in gran numero, i comunisti locali si interrogarono su cosa sarebbe potuto accadere se i lituani tornati avessero presentato una petizione per riottenere le proprietà confiscate. I funzionari sovietici lituani, tra cui Antanas Sniečkus, emanarono ordinanze amministrative che vietavano il rimpatrio in quanto soggetti potenzialmente pericolosi e presentarono una proposta legislativa a Mosca per attuare politiche nazionali in tal senso. Nel maggio del 1958, l'Unione Sovietica rianalizzò la sua posizione riguardo ai rimanenti deportati: tutti coloro che non erano coinvolti con i partigiani lituani furono liberati, ma senza il diritto di tornare in Lituania. Gli ultimi lituani restati (i parenti dei partigiani e i partigiani stessi) partirono dalla Russia nel 1960 e nel 1963. La maggior parte dei deportati fu liberata nel maggio 1958 e non tornò mai più in Lituania.
Circa 60 000 deportati tornarono in Lituania. Tuttavia, dovettero affrontare ulteriori difficoltà: i loro beni erano andati persi, in condizioni pessime o posseduti da estranei; inoltre, si verificarono fenomeni di discriminazione per chi intendeva ottenere lavoro e garanzie sociali e ai loro figli fu negata l'istruzione superiore. Agli ex deportati, ai membri della resistenza e ai loro figli non fu permesso di integrarsi nella società. Questo contesto portò alla costituzione di un gruppo permanente di individui che si opposero al regime e continuarono una resistenza non violenta.
Una questione dal carattere internazionale riguardò lo status delle repubbliche baltiche, variamente riconosciute come de iure parte dell'URSS (soprattutto da paesi del blocco orientale), de facto (ad esempio Italia e Regno Unito) o né de facto né de iure (es. Città del Vaticano e Irlanda). Gli USA assunsero la posizione indicata da Sumner Welles, secondo cui nessuna incorporazione avvenuta con la forza poteva considerarsi legittima.
Molti paesi occidentali continuarono a riconoscere la Lituania come un paese sovrano de iure, rappresentato a livello internazionale dalle legazioni attive e nominate prima del 1940, le quali operavano in varie sedi per mezzo del servizio diplomatico lituano.
La Lituania, in un percorso di risveglio nazionale che durò per tutto il corso del mandato di Michail Gorbačëv, autore delle politiche della perestrojka e della glasnost', dichiarò la propria indipendenza l'11 marzo 1990 come Repubblica di Lituania: si trattò della prima repubblica sovietica a eseguire una simile operazione e della prima che rigettò i suoi legami con l'URSS sulla base della teoria della continuità legale. L'Unione Sovietica, dal canto suo, affermò che una simile procedura era illegittima, in quanto contraria al processo di secessione stabilito dalla Costituzione. La maggior parte degli altri paesi seguì l'esempio lituano dopo il fallito putsch di agosto; il Consiglio di Stato dell'Unione Sovietica riconobbe l'indipendenza della Lituania il 6 settembre 1991.

### Lituania e Federazione Russa
Il 29 luglio 1991, il governo russo riconobbe nuovamente la Lituania e il 9 ottobre 1991 i due paesi ristabilirono le relazioni diplomatiche. Il presidente Boris El'cin e il suo omologo Vytautas Landsbergis si incontrarono per discutere delle relazioni economiche e della spinosa questione relativa alle truppe ancora presenti sul suolo lituano (la situazione raggiunse il punto critico nel 1991 con gli Eventi di gennaio). Queste ultime partirono solo tre anni più tardi, nell'agosto del 1993, in quanto Boris El'cin collegava la questione delle minoranze russe al ritiro delle truppe. Dopo il ristabilimento dell'indipendenza, i capi di stato lituani si sono recati a Mosca solo due volte, ovvero quando le fecero Algirdas Brazauskas nel 1997 e nel 2001 e 2005 Valdas Adamkus. Stando a quanto riferito, un viaggio programmato per il 1999 a Mosca fu annullato per via delle precarie condizioni di salute di Boris El'cin. La prima conversazione telefonica ebbe luogo tra Dalia Grybauskaitė e Dmitrij Medvedev nel 2009.

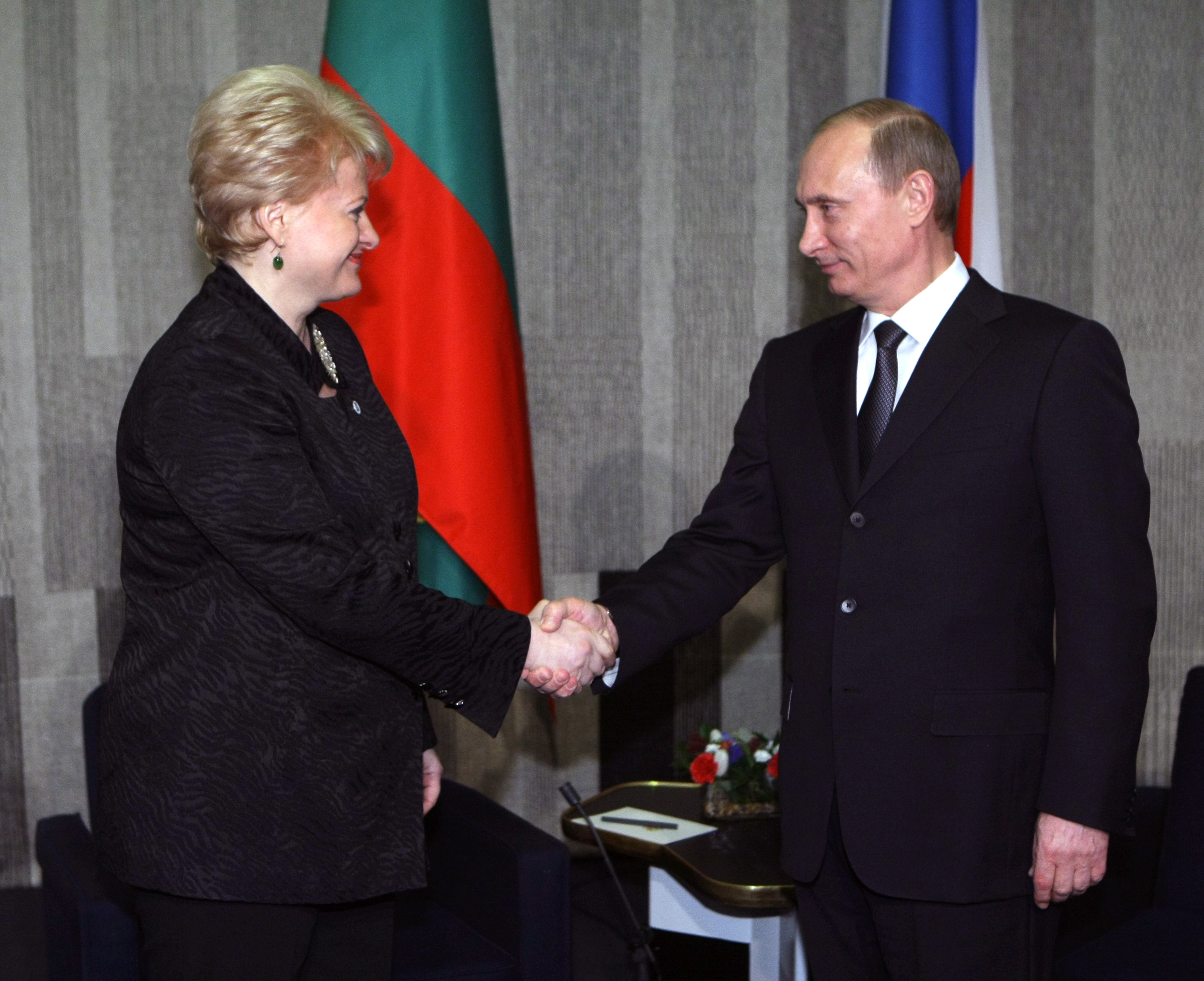
Dalia Grybauskaitė con il primo ministro della Russia Vladimir Putin a Helsinki il 10 febbraio 2010

In seguito alla crisi russo-ucraina, le preoccupazioni per l'ambiente geopolitico hanno spinto la Lituania a iniziare a prepararsi per un'eventuale invasione russa. Nel dicembre 2014, la Russia ha effettuato un'esercitazione militare nella vicina Kaliningrad con 55 navi militari e 9000 soldati. Nel 2015, il ministro della difesa lituano Jonas Vytautas Žukas ha annunciato piani di ripristino della coscrizione obbligatoria, abolita nel 2008, per rafforzare i ranghi delle forze armate lituane. Il Ministero della Difesa Nazionale ha inoltre pubblicato un manuale di 98 pagine per i cittadini al fine di tracciare un percorso da intraprendere in caso di conflitto armato e occupazione.

## Ambasciatori

### Lituani
- Egidijus Bičkauskas (1993-1998, rappresentante plenipotenziario)
- Romualdas Kozyrovičius (1999-2000, 2006-2007)
- Zenonas Namavičius (2000-2002)
- Rimantas Šidlauskas (2002-2008)
- Antanas Vinkus (2009-2011)
- Renatas Norkus (2012-2014)
- Remigijus Motuzas (2015-)

### Russi
- Nikolai Obertjdhev (1992-1996)
- Konstantin Mozel (1996-1999)
- Juri Zubakov (1999-2003)
- Boris Cepov (2003-2008)
- Vladimir Čkhikvadze (2008-2013)
- Aleksandr Udaltsov (2013-)